# Desmopachria
Desmopachria es un género de coleópteros adéfagos  perteneciente a la familia Dytiscidae. 

## Especies seleccionadas
- Desmopachria amyae	Miller 2001
- Desmopachria annae	Miller 2005
- Desmopachria aphronoscela	Miller 1999
- Desmopachria aphronoscelus	Miller 1999
- Desmopachria aspera	Young 1981
- Desmopachria attenuata
- Desmopachria balfourbrownei	Young 1990
- Desmopachria balionota	Miller 2005